# ساموئل باتملی
ساموئل باتملی (انگلیسی: Samuel Bottomley؛ زادهٔ ۱۴ ژوئن ۲۰۰۱) بازیگر انگلیسی است. او در ۹ سالگی بازیگری را آغاز کرد و نخستین حضور حرفه‌ای خود را در فیلم تیراناسور (۲۰۱۱) تجربه کرد. پس از ایفای نقش برندن کلاهر در مجموعهٔ جزیرهٔ راکت محصول شبکهٔ سی‌بی‌بی‌سی، باتملی در نقش جردن ویلسون در مجموعهٔ درام مدرسه‌ای پل اَکلی از کانال ۴ ظاهر شد و سپس در آثار اول من را ببوس و لدهود بازی کرد. او در سال ۲۰۲۱ نقش دین پکستون را در اقتباس سینمایی همه در مورد جیمی صحبت می‌کنند ایفا کرد و پس از آن در مجموعه‌های تلویزیونی همچون معلم و پسر جایی حضور یافت. وی همچنین در فیلم آخرین تفنگدار در نقش روری و در کنار پیرس برازنان بازی کرد؛ فیلمی که دربارهٔ یک کهنه‌سرباز جنگ جهانی دوم است.

## زندگی اولیه
ساموئل باتملی در ۱۴ ژوئن ۲۰۰۱ در ویبسی، برادفورد، انگلستان به دنیا آمد. او در آکادمی لایتکلیف تحصیل کرد. باتملی عضو انجمن نمایش‌های اپرای آماتور سنت پلز باترشا بود.